# Gran Premio motociclistico di Cina
Il Gran Premio di Cina è stata una delle prove che componevano il motomondiale. Essa si è svolta dal 2005 al 2008 sempre sul circuito di Shanghai.

## Vincitori
| Anno | Circuito | classe 125               | classe 250               | MotoGP                   | Resoconto |
| ---- | -------- | ------------------------ | ------------------------ | ------------------------ | --------- |
| 2005 | Shanghai | Mattia Pasini (Aprilia)  | Casey Stoner (Aprilia)   | Valentino Rossi (Yamaha) | Resoconto |
| 2006 | Shanghai | Mika Kallio (KTM)        | Héctor Barberá (Aprilia) | Daniel Pedrosa (Honda)   | Resoconto |
| 2007 | Shanghai | Lukáš Pešek (Derbi)      | Jorge Lorenzo (Aprilia)  | Casey Stoner (Ducati)    | Resoconto |
| 2008 | Shanghai | Andrea Iannone (Aprilia) | Mika Kallio (KTM)        | Valentino Rossi (Yamaha) | Resoconto |